# Pic Audoubert
El Pic Audoubert és una muntanya de 3.045 m d'altitud, amb una prominència de 15 m, que es troba al massís de Perdiguero, entre la província d'Osca (Aragó) i el departament de l'Alta Garona (França).